# 座間市立座間中学校
座間市立座間中学校（ざましりつ ざまちゅうがっこう）は、神奈川県座間市緑ケ丘四丁目にある公立中学校。

## 概要
座間市の中学校の中では最も長い歴史を持つ。
生活違反に対する指導が厳しく、神奈川県ではあまりない中間テストがある。

## 沿革
（沿革節の主要な出典は公式サイト
- 1947年（昭和22年）5月5日 -  GHQによる学制改革により新制高座郡相模原町立座間中学校創立（高座郡相模原町立座間小学校内に併設開校）開校式を挙行。
- 1948年（昭和23年）
  - 5月1日 -  高座郡相模原町上鶴間4811番地、旧日本陸軍電信第一連隊（東部第八十八部隊）跡（現・米軍ハウス内）に独立校舎新設。起工式挙行。
  - 9月1日 -  旧座間町の区域が相模原町から分離独立して座間町が再置されたため、高座郡座間町立座間中学校となる。
  - 10月12日  - 高座郡相模原町上鶴間4811番地、旧日本陸軍電信第一連隊（東部第八十八部隊）跡（現・米軍ハウス内）に校舎落成、移転。
- 1951年（昭和26年）2月28日 -  現在地の高座郡座間町緑ケ丘1番地[注釈 1][7]に新校舎落成、再度移転。
- 1971年（昭和46年）11月1日 -  高座郡座間町が市制施行し座間市立座間中学校となる。
- 1987年（昭和62年）10月19日 -  現在地が住居表示を施行したことに伴い座間市緑ケ丘四丁目6番10号となる。

## 通学区域
- 座間市
  - 入谷西一丁目
  - 入谷西二丁目1番
  - 入谷東一丁目1番〜5番・8番〜10番・11番1号〜26号
  - 大字栗原一部
  - 相武台一丁目1番〜8番・9番15号・15番1号・6号・7号・16番〜47番・51番
  - 相武台二丁目
  - 相武台三丁目
  - 相武台四丁目
  - 広野台一丁目33番〜35番
  - 緑ケ丘一丁目
  - 緑ケ丘二丁目
  - 緑ケ丘三丁目
  - 緑ケ丘四丁目
  - 緑ケ丘五丁目
  - 緑ケ丘六丁目
  - 明王

## 進学前小学校
- 座間市
  - 座間市立座間小学校（一部は座間市立西中学校へ）
  - 座間市立栗原小学校（一部は座間市立栗原中学校・座間市立南中学校へ）
  - 座間市立相武台東小学校（一部は座間市立栗原中学校へ）
  - 座間市立立野台小学校（一部は座間市立栗原中学校へ）

## 部活動
- 野球部
- 陸上部
- サッカー部
- ソフトボール部
- ソフトテニス部
- 男女バスケットボール部
- 男女バレーボール部
- 吹奏楽部
- 科学部
- 美術部
- 家政部

吹奏楽部は東関東大会出場実績がある。吹奏楽部の最高成績は、2003年の東関東大会A部門での銅賞である。また、部活動ではないが一輪車、卓球、水泳などで生徒が大会に出場したこともある。

### 廃部
- 技術部（2009年3月まで）
- 歴史部（2007年3月まで）
- 郷土研究部

## 行事
- 入学式・離任式（4月）
- 修学旅行（5月あるいは6月、3年生のみ）
- 予算総会（7月）
- 生徒総会（7・12・3月）
- 体育祭（10月）
- 文化祭、合唱コンクール（9月）
- 学校保健委員会（10月）
- 生徒会選挙（12月）
- 駅伝大会（12月）
- 球技大会（3月）
- 卒業式（3月）

## 常任委員・生徒会・その他の委員会
常任委員という委員会があり、生徒会などの委員会が存在する。
- 保健
- 整美
- 広報
- 福祉
- 生活
- 学習図書
- 生徒会
- 予算編成委員会
- 選挙管理委員会

## 制服
- 2023年より座間市統一のブレザー型の標準服の導入となる。

## 著名な関係者

### 卒業生
芸能・アナウンサー
- 大貫勇輔（ダンサー・俳優）
- 小雪（女優）
- 弥生（歌手）
- ともやん（ベーシスト・YouTuber「夕闇に誘いし漆黒の天使達」）

学術・研究
- 田熊瞭（整足研究家）

スポーツ選手
- 瀧谷亮（サッカー選手）